# Thomas Fonacier
Thomas S. Fonacier (Laoag, 25 december 1898 - Quezon City, 5 juli 1981) was een Filipijns historicus en onderwijsbestuurder.

## Biografie
Thomas Fonacier werd geboren op 25 december 1898 in Laoag in de Filipijnse provincie Ilocos Norte. Hij studeerde in de Verenigde Staten en behaalde daar in 1922 zijn Bachelor of Arts-diploma aan de University of California en in 1931 een master-diploma aan Stanford University. Twee jaar daarna voltooide hij aan Stanford ook zijn Ph.D..
Fonacier was vanaf 1918 docent in Ilocos Norte en was na het behalen van zijn bachelor-diploma vanaf 1924 werkzaam als docent geschiedenis aan de University of the Philippines (UP). Hij was de drijvende kracht achter de oprichting en de eerste decaan van een vestiging van de universiteit in Iloilo City in 1947. Vanaf 1950 werkte hij weer voor de hoofdvestiging in Dilliman in Quezon City. In 1956 werd Fonacier benoemd tot voorzitter van het Institute for Asian Studies en in 1961 volgde een benoeming tot directeur van de vestiging van de UP op Clark Air Base. In 1963 werd hij aangesteld als decaan van het College of Liberal Arts. Vanaf 1964 was Fonacier emeritus-professor geschiedenis en Rizal professor Humanities aan de UP.
Hij schreef diverse geschiedenisboeken. Enkele bekende werken van zijn hand zijn: The Chinese in the Philippines during the American Regime (1933), Gregorio Aglipay y Labayan (1954) en de Filipino Racial Memory (1958).
Fonacier overleed in 1981 op 82-jarige leeftijd in het Philippine Veteran's Hospital in Quezon City. Hij was getrouwd met Consuelo Valdez. Zij was professor toneel en Spaans op de University of the Philippines.

## Bron
- Carlos Quirino, Who's who in Philippine history, Tahanan Books, Manilla (1995)

- Library of Congress Control Number: n2005209480
- Nederlandse Thesaurus van Auteursnamen: 130461903
- Virtual International Authority File: 26484088
- WorldCat: E39PBJpv7rHMBBvY9XM9WKmGHC